# Jade Jones
Jade Louise Jones (Bodelwyddan, 21 marzo 1993) è una taekwondoka britannica, vincitrice di due medaglie d'oro alle Olimpiadi di Londra 2012 e Rio de Janeiro 2016 nei 57 kg.

## Palmarès

### Giochi olimpici
- Oro a Londra 2012 (cat. 57 kg)
- Oro a Rio de Janeiro 2016 (cat. 57 kg)

### Mondiali
- Argento a Gyeongju 2011 (cat. 57 kg)
- Bronzo a Muju 2017 (cat. 57 kg)
- Oro a Manchester 2019 (cat. 57 kg)

### Europei
- Bronzo a San Pietroburgo 2010 (cat. 53 kg)
- Bronzo a Manchester 2012 (cat. 57 kg)
- Argento a Baku 2014 (cat. 57 kg)
- Oro a Montreux 2016 (cat. 57 kg)
- Oro a Kazan 2018 (cat. 57 kg)

### Giochi europei
- Oro a Baku 2015 (cat. 57 kg)

### Giochi olimpici giovanili
- Oro a Singapore 2010 (cat. 55 kg)